# Nadine Petry
Nadine Petry (* 13. Oktober 1981) ist eine deutsche Schauspielerin und Sprecherin.

## Leben
Nach dem Abitur begann sie ein Fremdsprachenstudium an der Justus-Liebig-Universität Gießen und übernahm in dieser Zeit Rollen im englischen Kellertheater Gießen. 2005 begann sie an der Academy of Stage Arts in Oberursel eine Schauspielausbildung, die sie im Juni 2008 mit einem Diplom abschloss. Schauspielengagements hat sie seit dieser Zeit in Kurzfilmprojekten, Werbefilmen, Musikvideos oder auf der Theaterbühne. Darüber hinaus ist sie als Sprecherin, Model und Sängerin tätig. 2014 spielte sie als Ann eine der Hauptrollen im Horrorfilm Tape_13.

## Filmografie
- 2009: Des Finders Lohn (Kurzfilm)
- 2009: Carpool (Kurzfilm)
- 2010: Alles ist in Ordnung (Kurzfilm)
- 2010: Snowblind
- 2011: Arbeiter verlassen die Fabrik (Kurzfilm)
- 2011: Times New Romance (Kurzfilm)
- 2011: Der böse Onkel
- 2011: Tsukiyo (Kurzfilm)
- 2011: Zeichen der Schwäche
- 2012: Heiter bis tödlich: Fuchs und Gans (Fernsehserie, Folge Schatzilein)
- 2012: Bonobos machen’s bis zu 50 Mal am Tag! (Kurzfilm)
- 2013: Hennes svarta vingar (Kurzfilm)
- 2013: Dubber for Dinner (Kurzfilm)
- 2013: Bloody Monster
- 2013: The Long Walk (Kurzfilm)
- 2013, 2016: Number of Silence (Fernsehserie, 2 Folgen)
- 2014: Vergiss mein Ich
- 2014: Tape_13
- 2014: Infringe (Kurzfilm)
- 2014: Die Auserwählten (Fernsehfilm)
- 2014: Marder (Kurzfilm)
- 2014: Alles ist Liebe
- 2015: Ein Fall für zwei – Der blinde Fleck (Fernsehserie)
- 2017: Montrak
- 2020: Faustdick

## Theater
- 2008 bis 2011: Dracula (Gruseldinner MNT GmbH), als Levente / Mina
- 2008: Alice (Gallus Theater Frankfurt), als Alice (HR)

## Sprecherin
- 2011: Macabros 7 (Hörspiel), als Cindy Parker
- 2011: Macabros 6 (Hörspiel), als Amazone
- 2009: World of Warcraft, als Jaina Proudmoore